# Tiszagyenda
Tiszagyenda község Jász-Nagykun-Szolnok vármegye Kunhegyesi járásában.

## Fekvése
A Nagykunság délnyugati részén helyezkedik el, a Tisza-tó vonzáskörzetében. A közvetlenül szomszédos települések: észak felől Tiszabura, kelet felől Kunhegyes, délkelet felől Kenderes-Bánhalma, dél felől Tiszabő, nyugat felől pedig Tiszaroff.
Határában elszikesedő, löszös területeket, löszös fedett buckákat láthatunk. Környéke kiválóan alkalmas a vadászatra és a természetjárásra.
Legnyugatibb külterületei nagyrészt a 2009-ben átadott tiszaroffi árapasztó tározó területéhez tartoznak.

### Megközelítése
Közúton három irányból érhető el: Fegyvernek és Tiszaroff felől a 3216-os, Kunhegyes felől pedig a 3222-es úton.
Vasútvonal nem érinti, a legközelebbi vasúti csatlakozási lehetőséget a Kál-Kápolna–Kisújszállás-vasútvonal Kunhegyes vasútállomása kínálja, mintegy 10 kilométerre keletre.

## Története
Ezen a vidéken a Körös kultúra időszakától telepedtek meg emberek. Az Árpád-korban az Aba nemzetség birtoka volt. A 15. században elnéptelenedett, később hol puszta, hol lakott terület volt. Végül 1683 körül a tatárok feldúlták, és 250 évig pusztaként szerepel. A 18. század második felétől több birtokos család tűnt fel, köztük az Almásyak. A község Tiszagyenda néven 1946-ban alakult meg.
2003. november 13-án két ember halálával járó légi közlekedési baleset történt a falu külterületén: gyakorló repülés közben lezuhant a Magyar Légierő egyik Jak–52-es katonai repülőgépe.

## Közélete

### Polgármesterei
- 1990–1992: Balogh György (független)[3]
- 1992–1994: Győri Sándor …
- 1994–1998: Győri Sándor (független)[4]
- 1998–2002: Győri Sándor (független)[5]
- 2002–2006: Győri Sándor (független)[6]
- 2006–2008: Sipos József (független)[7]
- 2009–2010: Pisók István (független)[8]
- 2010–2014: Pisók István (független)[9]
- 2014–2019: Pisók István (független)[10]
- 2019–2024: Pisók István (független)[11]
- 2024– : Héder Zsolt (független)[1]

A településen 1992. szeptember 13-án időközi polgármester-választást tartottak, az előző polgármester néhány hónappal korábban bejelentett lemondása miatt
2009. április 5-én ismét időközi polgármester-választást kellett tartani Tiszagyendán, mert az előző polgármester, az alig 35 éves, s a település sportéletében is aktív Sipos József 2008. december 22-én, közlekedési baleset következtében életét vesztette; posztját a választás eredményeként az addigi alpolgármester vehette át.

## Népesség
A település népességének változása:
| Lakosok száma | 1020 | 975  | 958  | 935  | 953  | 948  | 925  |
|               | 2013 | 2014 | 2017 | 2021 | 2022 | 2023 | 2024 |

2001-ben a település lakosságának közel 100%-a magyar nemzetiségűnek vallotta magát.
A 2011-es népszámlálás során a lakosok 87,8%-a magyarnak, 3,8% cigánynak, 0,2% németnek mondta magát (12% nem nyilatkozott; a kettős identitások miatt a végösszeg nagyobb lehet 100%-nál). A vallási megoszlás a következő volt: római katolikus 33,2%, református 14,1%, görögkatolikus 0,5%, evangélikus 0,2%, felekezeten kívüli 33,3% (18,4% nem nyilatkozott).
2022-ben a lakosság 93,5%-a vallotta magát magyarnak, 1,3% cigánynak, 0,6% németnek, 0,1-0,1% szlováknak, örménynek és románnak, 1,6% egyéb, nem hazai nemzetiségűnek (5,9% nem nyilatkozott; a kettős identitások miatt a végösszeg nagyobb lehet 100%-nál). Vallásuk szerint 24,6% volt római katolikus, 9,1% református, 0,4% görög katolikus, 0,1% ortodox, 0,2% egyéb keresztény, 1,2% egyéb katolikus, 35,2% felekezeten kívüli (29,3% nem válaszolt).

## Nevezetességei

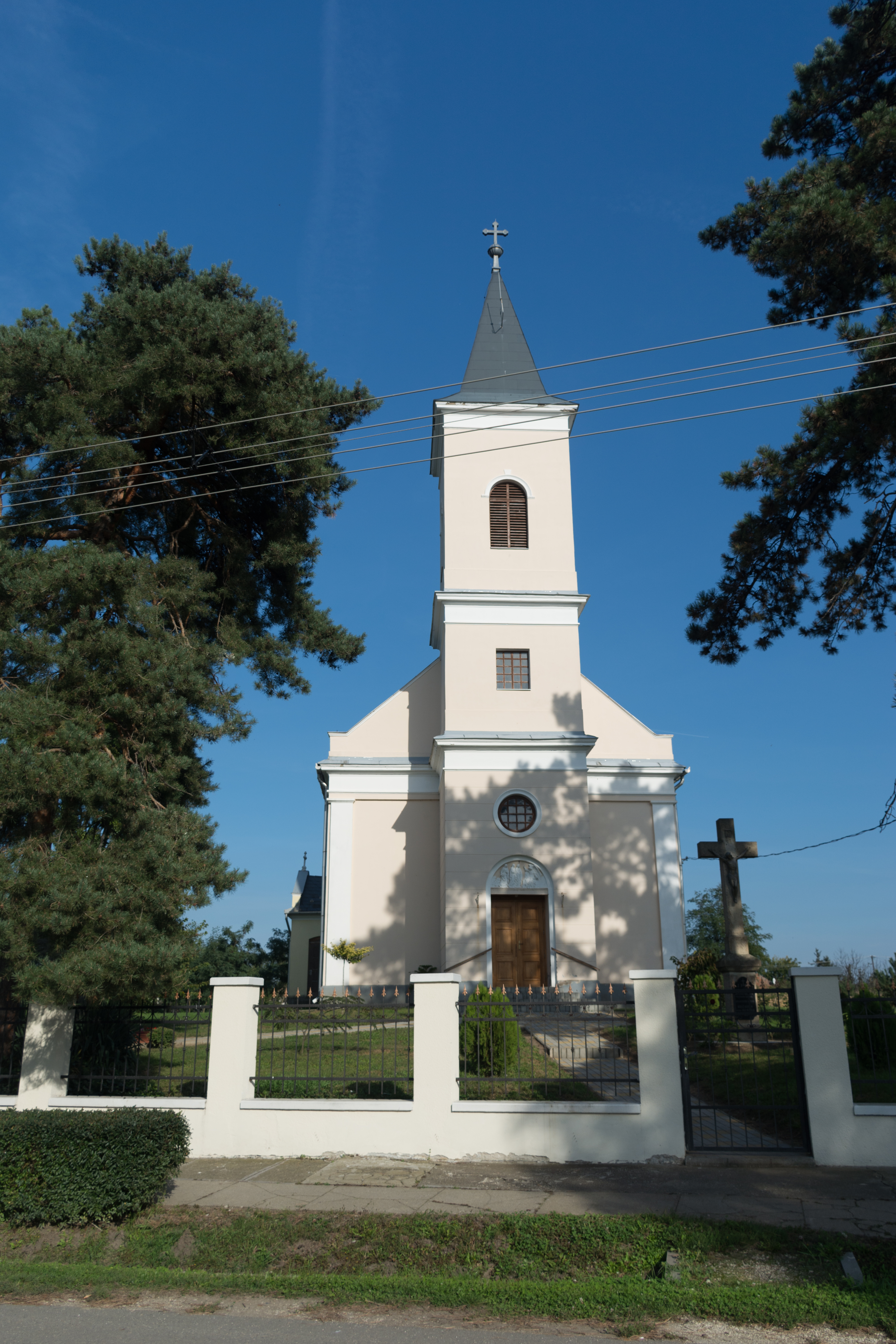
Szent Mihály katolikus templom

A községben két templom található: a római katolikus templom és a református templom.
A környéken több kastély és kúria is volt, ám ezek közül mára csak a Hellebronth-kastély maradt meg. A római katolikus templom építése is a Hellebronthok nevéhez fűződik. Jellegzetes épület még a Csapó-kúria, a család egyik tagja részt vett az 1848-49-es szabadságharcban is.
A község mellett található Borshalom, amely az előző században jelentős központ volt, több tanya épült e területen, illetve még korábban itt állt a Baldácsy-kastély. Mivel a Baldácsy családnak nem voltak leszármazottai, ezért teljes vagyonukat a református egyházra hagyták.